# Zone3
 (août 2023).
Si vous disposez d'ouvrages ou d'articles de référence ou si vous connaissez des sites web de qualité traitant du thème abordé ici, merci de compléter l'article en donnant les références utiles à sa vérifiabilité et en les liant à la section « Notes et références ».
Zone3 est une société de production audiovisuelle canadienne. 

## Historique
La société est fondée par André Larin, Michel Bissonnette, Vincent Leduc et Paul Dupont-Hébert en 2000. Depuis 2006, Zone3 est détenue par Télésystème ltée et par la Caisse de dépôt. Brigitte Lemonde est présidente et productrice exécutive de l'entreprise depuis 2017.

## Cinéma
En 2004, Zone3 produit son premier film avec Dans une galaxie près de chez vous, puis sa suite Dans une galaxie près de chez vous 2 (2008) et la production de Dédé à travers les brumes en 2009.
Au début 2014, Zone3 rachète Cinémaginaire qui, depuis sa fondation en 1988, compte plus d’une trentaine de films dont Les Invasions barbares et L’âge des ténèbres de Denys Arcand, Maurice Richard de Charles Binamé, Mambo Italiano et De père en flic d’Émile Gaudreault ainsi que Le Confessionnal de Robert Lepage.